# Architecture et patrimoine d'Olne
Vous pouvez aider à l'améliorer ou bien discuter des problèmes sur sa page de discussion.
- Il peut contenir un travail inédit ou des déclarations non vérifiées. Vous pouvez l’améliorer en ajoutant des références. (Marqué depuis août 2012)

Vous pouvez aider à l'améliorer ou bien discuter des problèmes sur sa page de discussion.
- Certaines informations devraient être mieux reliées aux sources mentionnées dans la bibliographie ou les liens externes. Améliorez sa vérifiabilité en les associant par des références. (Marqué depuis août 2012)
- Il doit être recyclé. La réorganisation et la clarification du contenu sont nécessaires. (Marqué depuis avril 2012)

L'architecture et le patrimoine d'Olne et de Saint-Hadelin et leur micro-histoire montrent le caractère homogène des deux villages de cette commune du Pays de Herve qui présentent un bâti ancien en moellons calcaires typiques de la région de l'Entre-Vesdre-et-Meuse. Seul le hameau de Gelivau, bâti sur sol gréseux montre les caractéristiques d'un village de l'Ardenne belge.
Il reste peu de bâti du XVIe siècle. Au XVIIIe apparaissent des maisons patriciennes, représentatives de la réussite de la bourgeoisie protestante dans le style mosan : façade mixte de briques apparentes et éléments de structure en pierres de taille. Le chœur de l'église d'Olne est remanié dans ce style.
Le petit patrimoine démontre les originalités de la région : potales en calcaire à Saint-Hadelin pour montrer l'appartenance catholique en opposition avec Olne protestant ; entrées basses de clouterie dans les caves, rejointoiement rouille avec la limaille des fenderies et des forges à canon de la vallée de Vaux-sous-Olne.

## Vieux village et hameaux
La géographie et l'histoire du village tendent la toile de fond nécessaire à la compréhension du visage actuel d'Olne et aident à saisir la signification de ses édifices et à en ressentir la simplicité.
Cette architecture est l'ouvrage d'artisans anonymes qui, simplement, selon les traditions et dans un même matériau, exprimèrent des volumes et des dispositions intérieures semblables — le plus fréquemment deux chambres adossées à une cheminée mitoyenne — car les moyens, les besoins et les fonctions variaient peu. Si les façades révèlent une réelle diversité dans l'utilisation du matériau, la forme des baies, leur nombre ou leur groupement, l'impression générale est celle d'une grande homogénéité.
Une croix funéraire fixée dans la muraille du vieux cimetière, permet de tirer de l'anonymat, un de ces artisans qui ont su si bien traduire en volume et en pierre, maisons et fermes anciennes que l'on admire aujourd'hui et qui constituent le patrimoine du village. Il s'agit d'Henry Jacquemin, décédé en 1639. Chose rare, sa croix signale qu'il était le masson de Nessonvaux et elle porte des armoiries parlantes : les outils de son métier, la truelle et le té. Ce document témoigne à sa manière de l'entente profonde qui réunissait l'artisan, l'outil et le matériau.

## Bâti duXVIesiècle

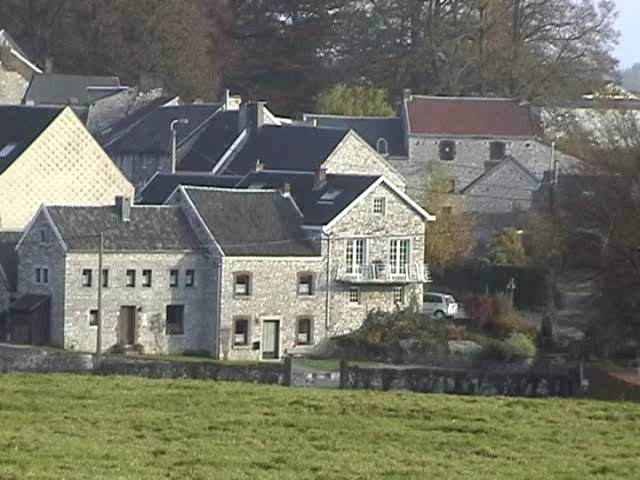
Olne et ses maisons en pierres blanches du pays.

Les maisons les plus anciennes datent du dernier quart du XVIe siècle et adoptent un type de construction qui perdurera jusqu'au milieu du XVIIIe sans changement notable. Il s'agit de bâtisses dans le style dit « mosan » dont les caractéristiques générales sont connues des Liégeois.
Pour le gros œuvre, on utilise principalement des moellons de calcaire extraits de carrières locales, disposés en assises régulières dans certains cas, et on emploie aussi, mais moins souvent, des moellons de grès brunâtre, de Gelivau notamment. Les éléments de structures sont en pierre : portes, baies à meneaux, bandeaux reliant des seuils et linteaux des fenêtres ou soulignant les niveaux, chaînage d'angle harpés. À partir du milieu du XVIIe siècle, les édifices cossus ont une façade en maçonnerie mixte de briques et de pierres de taille sur un soubassement en moellons.
Une maison du village se cache à l'arrière de maisons bordant la rue principale, dans une petite rue pavée. Exemplaire et d'une qualité architecturale indéniable, sa façade équilibrée en briques et calcaire est sur un soubassement d'assises régulières calcaires. Trois niveaux de trois travées de baies à meneaux et montants harpés sont soulignés par un bandeau plat prolongeant les seuils et les linteaux. On observe un chaînage d'angle à droite et des frises dentées sur denticules sous bâtières de tuiles. Un second bâtiment présente les mêmes qualités. En 2008, le propriétaire de ce bâtiment, anciennement maison Heuse, a rénové sa façade, mettant en valeur les mêmes originalités. Ces deux bâtiments sont classés.

## Maisons patriciennes
Lorsque les moyens permettent d'envisager une reconstruction totale, le parti adopté est assez peu novateur dans les formes comme dans les volumes où l'on retrouve, maniés avec dextérité, les éléments du langage architectural du siècle précédent : mêmes matériaux, moellons et briques pour la façade parfois, mais structure simplifiée par l'abandon des cordons et des bandeaux soulignant les étages.
En fait, la nouveauté se manifeste davantage dans la décoration intérieure. Il faut attendre la deuxième moitié du XVIIIe siècle pour que la stabilité politique et l'essor économique général provoquent l'adhésion aux idées nouvelles — se traduisant par le désir d'une autre manière d'être — et créent un climat favorable à un changement de mœurs et donc à une modification du visage architectural. La bourgeoisie enrichie et aimant établir des demeures dont les façades s'inspirèrent de celles des hôtels édifiés en ville mais avec quelque retard et des interprétations locales. Ces bâtisses reflètent la richesse du propriétaire et ses prétentions à une vie de société sont affirmées par la présence d'un salon décoré.
L'effet escompté est réussi car, bien qu'elles s'imbriquent dans les maisons voisines, elles s'imposent au regard en affirmant la géométrie de leur façade à deux niveaux qui respectent la règle de la symétrie pour les ouvertures. On retrouve, assouplis, des éléments du langage ancien : appareil mixte de maçonnerie de briques et de pierres calcaires pour les façades, moellons couramment utilisés pour le reste, fenêtres au linteau bombé ou, selon un usage local, festonné. Apparaissent aussi des procédés nouveaux : pilastres à refends flanquant la travée centrale et les angles, fronton triangulaire, corniche profilée, etc. La distribution intérieure du rez-de-chaussée s'organise de part et d'autre du corridor, le salon étant du côté rue. Pour plusieurs de ces demeures, il ne s'agit que d'une façade et d'un décor : la volonté manifeste d'afficher la réussite est tempérée par un souci d'économie se révélant souvent par le réemploi à l'arrière, d'anciennes structures et la limitation de la décoration intérieure au vestibule et au salon. Pour certaine il s'agit ni plus ni moins de la fusion de deux maisons cachée derrière une nouvelle façade.

### Maison communale
La maison communale, au milieu du village, acquise par l'administration en 1848, a été bâtie en 1747. Façade à redents, large de cinq travées, déséquilibrée depuis l'ajout à gauche seulement et à une date incertaine (vers 1887 ?) d'une travée supplémentaire identique aux autres. Baies très simples à linteau intradossé et clef en ressaut. Avant-corps central animé d'un portail cintré, d'une porte-fenêtre avec balcon en fer forgé et d'un fronton triangulaire portant un écu muet et le millésime 1747.
L'ample spirale de l'escalier à balustres occupe le fond du large corridor. Le salon possède de belles boiseries en chêne: des portes au décor de rocailles du sculpteur Belleflamme du Pré-des-Paul (lieu-dit entre le Raf'ai d'Olne et La-Falize). Un dessus de cheminée délicatement sculpté qui encadre un bouquet de roses, de tulipes et d'œillets, toile due peut-être au pinceau d'un membre de la famille Coclers de Liège, réputée pour ce genre de composition. Tout évoque l'atmosphère cossue chère à la classe bourgeoise, autant soucieuse d'apparence que de confort. Elle abritait également la gendarmerie. Cette demeure de notable est située au centre du village, pas loin de l'église, là où la rue s'élargit en formant place. Elle est incorporée à une suite de maisons du XVIIe et du XVIIIe siècle dont quelques façades, sont dissimulées sous un cimentage, mode du début du XXe siècle qui voulait donner un caractère « moderne » en cimentant toute la façade.

### Maison Grodent
Une autre maison de maître, Village[Quoi ?], attire l'attention. Sise du même côté, en bas de la rue principale, s'inscrit en continuation d'une série de façades d'immeubles de moindre importance mais datant pour la plupart du XVIIIe siècle également. Reconstruite totalement en 1771, elle n'est défigurée par aucun aménagement si ce n'est un versant de la toiture transformée à la Mansart en 1905. Noble façade à redents, de cinq travées avec baies à linteau chantourné et clef en accolades, large pignon en moellons doté d'ouvertures semblables.
L'intérieur a gardé, tant au rez-de-chaussée qu'à l'étage, un décor de qualité, plafonds moulurés, trumeaux de cheminée en stuc et devants de foyer en carreau de Delft, parquets, portes, lambris et escalier en chêne mouluré, dallage du corridor, le tout témoignant d'un art de vivre mais aussi du talent des artisans qui ont su si bien traduire, dans ces divers matériaux, le goût du beau et le sens de l'harmonie. Le salon de gauche possède une rare et très intéressante décoration en stuc, de style néoclassique : corbeille de fruit au manteau de cheminée, panneaux des murs ornés de rinceaux, d'arabesques, de guirlandes et de fleurs aux profils légers et élégants, et de sujets représentant les quatre âges de la vie et des Allégories de l'Amour. Ces thèmes ont souvent été traités aux XVIIe et XVIIIe siècles mais sont évoqués ici dans un contexte de motifs ornementaux du type pompéien ou étrusque mis en vogue par Robert Adam.
Si la grâce du décor et plus précisément certains éléments du répertoire du style Louis XVI font penser aux réalisations de la fin du XVIIIe siècle, les vêtements des personnages ne laissent planer aucun doute de la date d'exécution : ils indiquent clairement le début du XIXe. Les initiales L.R. figurant dans un médaillon au-dessus de la cheminée corroborent cette opinion : elles seraient celles de Louis Rahier, médecin exerçant à Olne à la fin du XVIIIe siècle. Le goût pour les chambres inondées de lumière avait déjà été ressenti en 1771 par le maître de céans qui avait éclairé ce salon par quatre grandes fenêtres. Le fait de redécorer ce dernier peu de temps après n'a rien d'étrange d'autant que les stucs néoclassiques et l'emploi de miroirs accroissent cette impression de lumineuse blancheur, de charme et d'élégance.

### Maison Ancion
À Saint-Hadelin, une maison, sise à l'endroit dit Sur-le-Fief (sur le Fief no 00) et bâtie en 1774, attire l'attention. Campée sur cet éperon et bien en vue, épaulée de part et d'autre, de bâtiments annexes et de maisons plus modestes mais également anciennes, elle séduit le passant par sa façade régulière. Celle-ci a deux niveaux éclairés par des baies au linteau festonné. Elle est animée de pilastres à redents non seulement aux extrémités mais aussi à la travée axiale afin de simuler un avant-corps, lequel paraît d'autant plus étriqué qu'il est sommé d'un petit fronton volontairement incomplet afin d'y disposer les armoiries du propriétaire.
Cette façon de faire illustre à merveille la différence de conception — et donc de mentalité — entre la maison du XVIIe siècle conçue pour se protéger, se renfermer chez soi, et la demeure bourgeoise de la deuxième moitié du XVIIIe, ouverte sur la rue ou sur la place, et dont la façade n'isole plus mais sert à éclairer et en même temps à afficher les qualités du propriétaire. Ici, en l'occurrence, comme le signale l'inscription au-dessus du portail, il s'agit de M.Ancion, échevin et greffier du lieu, et d'Ida De Sart, son épouse. Quatre ans après sa construction, ces derniers ont fait décorer les salons de stucs. Le trumeau de cheminée est épaulé de contreforts en volutes où apparaissent de curieux petits personnages vêtus d'une redingote et coiffés d'un tricorne. Au fronton, on retrouve les blasons du couple et la date des travaux : 1778.

### Maison Chaineux ou maison scabinale
La façade de cette maison (rue des combattants no 00) en brique et pierres calcaires, scandée de fenêtres assez simples, ne présente pas de grande originalité mais démontre par sa sobriété et sa régularité, un sens certain de l'harmonie. La pierre au-dessus de la porte d'entrée rappelle que c'est à l'échevin Gérard Chaineux que l'on doit la rénovation de cet édifice en 1788 : le pignon de la façade arrière est en moellons. L'intérieur possède un décor de la même époque.
L'autre aspect architectural de la rue porte la marque de la première moitié du XIXe siècle, époque à laquelle les notables du régime libéral ne purent trouver à s'établir que de l'autre côté de cette même rue, donnant vers la campagne. À partir du portail à tourelle, le château — lequel tourne le dos à la voie publique pour jouir d'un parc agréablement boisé et dont une aile en retour bâtie vers 1700 conserve un très beau décor — se succèdent, bien alignées, deux façades dont une — flanquée — comme le château voisin d'une tour carrée. Cet ensemble s'harmonise avec la maison scabinale grâce à l'utilisation d'un même matériau et à la conception traditionnelle des volumes, des élévations des façades et des agencements intérieurs.

### Maison du Bourgmestre Dahmen
À peu près au milieu de la rue principale du village, à droite en montant vers l'église, se dresse une maison (village d'Olne no 36, du nom d'une famille de bourgmestres protestants de la fin du XIXe siècle) dont la haute façade constitue un des points forts de la rue. Autrefois, au même emplacement, se trouvait une petite maison, probablement du XIIe siècle, comme en témoignent plusieurs vestiges intérieurs (traces de porte et d’escaliers, fenêtre murées et taille des moellons très anciennes). En 1791, précise le millésime au portail d'entrée, on donna à l'ensemble une nouvelle façade unique à trois niveaux de cinq travées, en briques et pierres réservées aux soubassements, aux fenêtres rectangulaires et aux pilastres d'angle. La qualité architecturale moyenne de cette façade est relevée par le linteau galbé du portail gravé des initiales I.M. et la date 1791, ainsi que par le joli balcon en fer forgé placé au-dessus, éléments qui animent et rachètent la simplicité de cette élévation.
Les propriétaires successifs ont eu à cœur de créer un décor de qualité auquel les boiseries et les meubles d'époque confèrent à cet intérieur une ambiance de charme, de chaleur et de sérénité à laquelle les occupants actuels ont ajouté une note intellectuelle en aménageant une belle bibliothèque. La façade arrière, en moellons, a été remaniée pour accueillir plus largement la lumière en respectant l'allure générale du bâtiment. Une ancienne dépendance renaissance aménagée en pavillon ajoute une touche de romantisme à la beauté verdoyante du jardin. En face de cette maison se trouvait l’ancienne salle des fêtes, démolie au début du XXe.

### Maison De Jong
Autre maillon dans la succession des façades de la rue du village un peu plus bas du même côté: l'école Saint-Louis (village no 00). Cet ensemble monumental, qui s'intègre à merveille dans le tissu des maisons anciennes voisines, s'affirme par son volume et tout à la fois, intrigue tant par la largeur inhabituelle de son pignon à rue que par les deux larges portails avec leurs teutês. Ceux-ci laissent entrevoir la longue façade en appareil mixte de briques et de pierres restructurées au cours de la deuxième moitié du XVIIIe siècle où les baies, certaines jadis à meneaux, et les murs témoignent de multiples remaniements. Quant aux fenêtres renouvelées au XVIIIe siècle et dont le linteau bombé a une clef en ressaut moulurée, elles sont très proches de celles de la maison située en face.
Les décors intérieurs font revivre plusieurs étapes de la vie du bâtiment. L'actuelle cuisine est lambrissée de carreaux en faïence blanche et pourvue d'une cheminée typique du pays de Liège, en grès dont les piédroits sont ornés d'atlantes gainés. C'est l'atmosphère du XVIIIe siècle. Par contre, avec le salon, on plonge dans l'ambiance des années 1760-1770 : portes et lambris bas en chêne sculpté et d'une grande sûreté d'exécution, plafonds moulurés, cheminée en marbre garnie de carreaux de Delft et d'une épaisse taque en fonte, trumeau avec miroir encadré de moulures à feuillage et fleurettes et, au milieu de la corniche, chargée du blason du propriétaire (ces mêmes armoiries de la famille De Jong se retrouvent au linteau d'une maison rue du village — proche de l’église — datée 1690).
L'escalier à balustre et contremarches sculptées est logé dans le petit hall d'entrée tandis que l'accès aux caves se fait par l'extérieur, en passant en dessous du perron. L'autre salon a un plafond décoré de rocailles semblable au précédent et une cheminée de style Louis XVI datant de l'extrême fin du XVIIIe siècle ou, plus certainement, du début du XIXe. Elle est en marbre gris et le dessus en bois peint avec un médaillon où s'inscrit une allégorie de la Peinture montrant un groupe d'enfants réunis devant un chevalet.
Ce bâtiment n'est pas la seule propriété à avoir conservé son portail. Il en existait autrefois d'autres au centre du village et s'ils ont disparu ou subsistent mutilés, on peut encore en voir ailleurs, à Hansé notamment où l'un est daté de 1766 et un second, celui de la ferme Chartry, de 1802.

## Édifices religieux
Les édifices religieux de la commune, souvent décrits, furent témoins aussi bien de la vie paroissiale que la vie quotidienne de la Communauté.

### Église Saint-Sébastien
Le charme un peu nostalgique de l'église Saint-Sébastien est dû en partie à l'ancien cimetière qui l'entoure et dont les murs tout à la fois l'isolent des maisons voisines et l'insèrent dans le tissu des bâtisses de la rue.
Deux portails donnent accès au cimetière. Le premier, classé, face au presbytère et le plus ancien, en pierre (comme ceux subsistant par exemple à Cerexhe et à Evegnée) ; le second ne fut établi qu'en 1774, millésime inscrit dans le beau grillage en fer forgé, qui rappelle le parti déjà adopté en 1768 pour le portail du cimetière de l'église Saint-Laurent à Andrimont.

« Le 26 avril 1774, Henry Pairmolin reçut 400 florins brabant pour la livraison et le placement des pierres de taille utilisées pour dresser les piédroits et l'imposant escalier.[réf. nécessaire] »

Outre leur fonction première évidente, ces portails ont une mission moins apparente, à savoir celle d'être une invitation à respecter le silence qui enveloppe l'enclos, de concrétiser le passage du monde matériel à celui des réalités spirituelles.
Sous son aspect actuel, l'église se présente telle que le dernier chantier de reconstruction l'avait laissée en 1761 : trois nefs scandées par des colonnes toscanes et réunies sous une même toiture et un large chœur au chevet à cinq pans, le tout en appareil mixte de briques et de pierres. Aux chanoines du Chapitre de Saint-Adalbert à Aix-la-Chapelle, incombait la charge de restauration de l'édifice. Ils y furent astreints en 1584, lors de l'édification de l'actuelle tour carrée, en moellons, puis le 11 janvier 1653 pour la reconstruction de la nef dotée en 1761 de bas-côtés. La décision de rebâtir l'église, à l'exception de la tour, remonte aux années 1758-1759 : voyages multiples à Aix-la-Chapelle pour conférer avec le doyen du Chapitre et à Maastricht, où résidait le baron Lambert de Cortenbach, vice-prévôt, afin de se mettre d'accord sur un plan.

« Les assemblées générales du 29 et du 27 juin 1760 adoptèrent le plan présenté par L. Lemaire et adjugèrent pour 1 100 écus, à Noël Boulanger, les travaux dévolus au Chapitre et pour 6340 francs, à André Dewaide, ceux impartis à la communauté, c'est-à-dire les bas côtés. »

La pose de la première pierre eut lieu le 27 mars 1761. Au chantier, participèrent André Dewaide, Jean Arnotte, Lemaire et Jean Renotte, ce dernier étant qualifié de maître-maçon. À la fin de cette même année, les experts Nicolas Detilf et Michel Fauhez inspectaient les bas-côtés, à la requête du bourgmestre d'Olne. En 1762, une convention est passée avec Lemaire pour le pavage de la nef centrale et avec Henry Grosjean, pour celui des nefs latérales. Le livre des comptes conserve la trace de débours pour la remise à sa place du mobilier et le renouvellement de tous les bancs. Quant à la chaire de vérité, on sait, toujours grâce aux archives, que :

« le 15 décembre 1762, Henry Boulanger signa le contrat de fourniture, que le 12 février 1763, le plan en était accepté et le devis fixé à 1 100 francs, et que le 8 mars 1764, il était payé. »

Le mobilier de l'église a fourni ces dernières années la matière à plusieurs descriptions et on se limitera ici à quelques réflexions. Et d'abord, marquer son étonnement d'y trouver peu d'œuvres antérieures au XVIIIe siècle. Il y a bien quelques témoins mais ils sont épars.[évasif] Ainsi, du milieu du XVIe siècle et d'esprit gothique, on rencontre au presbytère, un bas-relief figurant Henri II du Saint-Empire, c'est-à-dire Saint-Henry, et, incrusté dans le murs de la sacristie, mais cette fois de style renaissance, deux linteaux portant le blason du curé Warnot de Belleflamme, l'un au millésime de 1542 et l'autre de 1547. L'impression d'harmonie ressentie à l'intérieur de l'édifice est accentuée par le plafond du chœur en stuc et surtout par la présence de la magnifique tribune aux panneaux décorés de trophées d'instruments de musique, œuvre attribuée au menuisier sculpteur olnois Belleflamme.
Au milieu de la nef, à gauche, au-dessus du confessionnal on peut admirer — commandée par le père Delva, curé d’Olne — une adoration des bergers, toile signée en bas au centre, W. Damery inv. ao 1652. De cette belle composition exécutée peu d'années après le retour du peintre à Liège, il n'est pas sans intérêt de noter ici la présence d'une réplique (1673 ?) dans l'église Saint-Lambert, à Sart-Jalhay.
L'orfèvrerie ancienne est quasi inexistante et il faut aller à Nessonvaux pour découvrir quelques pièces provenant probablement d'Olne, dont un calice de 1699-1700, ayant appartenu à la chapelle de Froidhé, refuge des catholiques quand le simultaneum n'était pas de mise.
À l'exemple des sanctuaires voisins, le patrimoine de l'église Saint-Sébastien s'est enrichi au cours du XIXe siècle, de pièces de mobilier venant d'églises désaffectées. Ainsi, le bénitier du XVIIIe siècle en marbre noir de Theux, au blason abbatial des armoiries d'ORJO, le lutrin portant la devise d'Ambroise Defresne, abbé de Beaurepart à Liège de 1664 à 1695, les orgues acquises en 1806. Il est probable qu’il provienne d’un couvent supprimé à la Révolution française.
L’orgue d’Olne arriva en 1806, mais son buffet accuse une bien plus grande ancienneté. Une dalle tumulaire de l’église précise que deux paroissiennes, Deodata Heuskin et Catherine Uls, assura une rente pour l’organiste dès 1807. Les caractéristiques de l’instrument permettraient de l’attribuer à Philippe II Le Picard de Gronsveld, décédé vers 1729. C’est le facteur Arnold Graindorges qui effectua son montage en 1806. En 1839, un tout nouvel instrument fut placé dans le buffet d’origine par Dieudonné-Joseph Comblain décédé à Sougné en 1855. Différents remaniements, peu heureux, en 1933, et son démontage en 1975 achevèrent de dénaturer l’instrument.[évasif] De 1995 à 1997 fut entrepris le retour en l’état de l’instrument tel que l’avait conçut Comblain.

### Église Saint-Hadelin
L'église Saint-Hadelin, ancienne propriété de la Principauté abbatiale de Stavelot-Malmédy, s'élève à l'extrémité de l'éperon rocheux dans un site qui la met en valeur. Le terre-plein témoigne de l'affluence des pèlerins qui, autrefois venaient implorer le saint patron pour obtenir la guérison des enfants paralytiques ou victimes d'autres maladies, surtout le jour du Vendredi Saint dit en wallon li bon vinrdi.
Détruite par un ouragan vers 1670, elle a été rebâtie en 1676. Ce millésime, accompagné du monogramme de Jésus et d'un Cœur, figure au linteau du portail. On conçut alors un édifice à nef unique, en moellons, surmonté d'un clocheton octogonal. L'allongement de la nef par deux travées, un chevet aveugle à trois pans et une sacristie, détruisit (en 1830) les proportions initiales, malgré l'emploi d'un matériau et de baies identiques.
Grâce au Liber memorialis conservé au presbytère, le mobilier peut être identifié. Il appartient à deux époques. Du milieu du XVIIIe siècle, datent la chaire de vérité, le confessionnal, le jubé — dont une inscription dit qu'il fut placé du temps du révérend Chfnay en 1754 —, les bancs qui conservent les noms gravés des membres des familles Dethier, Colas, Ancion, Gustin, Hurteux, Neurait, Leclercq, Seine, Heuskin, Rahier, et de Jean Baineurien, échevin en 1750, la statue en bois polychrome de Saint-Hadelin et enfin, un buffet d'orgues acquis d'occasion chez Clerynx, à Saint-Trond, en 1873 et remontant au début du XVIIIe siècle. Des acquisitions de mobilier effectuées en 1850, et 1875 (autel, banc de communion, chemin de croix, lambris, statues, stalles, orfèvreries) et visant à « enrichir » le sanctuaire, on retiendra seulement les peintures murales de l'abside par Joseph Defoux, de Liège, en 1851 et 1853, dont l'iconographie est révélatrice du sentiment religieux à cette époque. Le culte du Saint-Sacrement est affirmé par un ostensoir et l'Agneau de l'Apocalypse ; la dévotion à Marie illustrée par la représentation d'une Vierge médiatrice sous un baldaquin.

## Petit patrimoine d'Olne
Les « potales » : diminutif du mot « potê », petit trou. Tradition remontant au XIVe siècle, une potale était au départ, une niche à larmier creusée dans un mur mitoyen pour s’assurer de sa propriété. Très vite, on y déposa la statue d'un saint : en général, Saint Roch, canonisé en 1629, et protecteur contre la peste et Saint-Donat[Lequel ?], protecteur contre la foudre et la grêle[réf. nécessaire]. Mais surtout, dans le Pays de Herve, on y déposait la Vierge Marie, plaçant ainsi les habitants du bâti sous sa protection. Elles furent alors placées en façade au-dessus des portes (ouverture principale de la maison ou de l'étable, par où peut passer le démon). Réalisées à Olne par les maîtres carriers (pour qui elles représentaient souvent un revenu d'appoint), elles leur permettaient de laisser libre cours à leur fantaisie.
Au fil du temps, le culte de Marie l'emporta sur celui de Saint Roch. Des locataires, voulant eux aussi leur potale, faute de niches creusées à même les murs, accrochèrent des niches en bois à leurs façades.
Dans le Ban d'Olne, pour marquer son identité catholique, le village de Saint-Hadelin — enclave de la Principauté abbatiale de Stavelot-Malmédy dans le ban —, de tout temps rival d'Olne — Comté de Dalhem hollandais et siège des édiles protestant —, placèrent une potale en façade au-dessus du linteau. On dénombre pas moins de 27 potales sur 30 bâtiments. Le bourg d'Olne n'en ayant que trois.
Les « teutês » : cette sorte de petits toits, en wallon liégeois les teutês, coiffent principalement l’entrée des grandes fermes. En 1900, on démolit le vieux teutê, adossé au mur du cimetière entourant l’église d’Olne. Il abrite le marché au beurre. Outre leur fonction première évidente, ces portails ont une mission moins apparente, à savoir celle d'être une invitation à respecter l'enclos. Ces bâtiments d'Olne ne sont pas les seules propriétés à avoir conservé leur portail. Il en existait autrefois d'autres au centre du village et s'ils ont disparu ou subsistent mutilés, on peut encore en voir ailleurs, à Hansé notamment où l'un est daté de 1766 et un second, celui de la ferme Chartry, de 1802. Il n'y en a en revanche aucun à Saint-Hadelin.
La « molèye » : ciment de rejointoyage particulier, mélangé avec la limaille de fer des résidus des forgeurs de canons dans la vallée de Vaux-sous-Olne.
Les « pucês » : diminutif du wallon liégeois pus, il existe une vingtaine de petit puits sur le Ban d'Olne.
Les clouteries : constituant la principale activité complémentaire des villageois, les cloutiers travaillaient chez eux, dans de petites forges souvent installées en sous-sol. Plusieurs maisons du village gardent les traces de l’entrée de ces petites forges qui s’ouvraient sur la façade. Les escaliers qui accédaient à ces caves étaient recouverts d’une taque en fer qui faisait la joie des petits enfants mais sont pour la plupart supprimées.

### Moulins

#### Vaux-sous-Olne ou la Vallée des Moulins
La résurgence du Ri d’Aronde — ruisseau qui s’engouffre dans le chantoir de La-Falise à Olne — à Vaux-sous-Olne, le Ri de Vau, profite de l’énorme réservoir de la nappe phréatique sous le massif d’Olne. Avec près de neuf jours de délai, l’eau réapparaît, ce qui assure au ruisseau de ne jamais être à sec. Propriété inestimable au Moyen Âge à l’époque où même la Magne et la Vesdre ne pouvaient plus avoir assez de courant pour assurer la force hydraulique. Un texte atteste que lors de l’été 1719 :

« les rivières ont esté si basse que les meuniers d’alentour de Liege venoient moudre en Vaux soub Olne, on fit dans le mois d’août cessous le pont des arches dudit Liege un feu et on y chanta quelques especes de vespres sur les cailloux et la plus parte des huisines depuis Verviers et plus bas manquoient d’eau. »

Cette originalité va être à l’origine d’un inextricable enchevêtrement de droits territoriaux entre le duché de Limbourg, le Comté de Dalhem, l’avouerie de Fléron, la principauté de Liège, les chapitres de Saint-Adalbert et notre-Dame d’Aix-la-Chapelle pendant plus d’un millénaire.
Pendant toute la période protestante, le curé de Soiron ne peut se rendre à ces moulins enclavés qu'en tenant sa robe entre les dents et sa clochette renversée chaque fois qu'il passait sur le territoire olnois. Le ban d’Olne a deux moulins et deux meuniers assermentés. Les habitants du ban ont toujours priorité pour faire moudre leur grain et le mayeur a la préférence sur tous les autres, mais il est leur obligé. Peu après 1830 apparaît le canon de fusil à ruban enroulé et damassé (ancêtre du canon Damas). Une pauvre famille protestante de Nessonvaux émigrée aux États-Unis, les Riga, emporte quelques canons dans ses bagages. Elle fait fortune en commandant plus de 25 000 canons Damas par an pendant la guerre de Sécession de 1861 et 1865. Quasiment tous les moulins à farine sont reconvertis en usine à canons par les Heuse, et des dizaines de petites forges s’installent autour des marteaux de forge appelés des makas. La vallée est complètement transformée et devient un vrai village.

#### Moulin de sauvegarde deFléron
Premier moulin banal d’Olne, il est cité primitivement dans un acte de l’empereur Otton III du Saint-Empire en 972 et propriété du Chapitre notre-Dame d’Aix. Il est situé derrière la Villa des Hirondelles, ancienne propriété de la famille Dessart, où l’on retrouve les traces de deux roues à aubes. Une des deux roues est sur le territoire de l’Avouerie de Fléron, c’était son moulin de sauvegarde lorsque les moulins Moulins-sous-Fléron étaient sans eaux. Des trois résurgences du parc, l’une va directement vers les moulins et l’autre abreuve un étang-réservoir, une chinne, appelée Rancheroux. Après avoir été moulin à farine et à écorce pendant plus de 800 ans, les bâtiments sont utilisés successivement comme usine à canons dès 1775 et transformés en lavoir à laine en 1865. Enfin, au début du XXe siècle, sous l’impulsion de la famille Paquay d’Olne, y est exploitée la Fromagerie du Val-d’Olne.

#### Moulin de la Tonvoye
Deuxième moulin banal d’Olne et moulin de sauvegarde de Soiron, il est propriété pour moitié du chapitre de Saint-Adalbert d’Aix. Situé en contrebas de Vaux-sous-Olne dans une enclave ménagée dans le territoire d'Olne, où il profite du renfort de la force motrice de la Hazienne, ruisseau de Soiron. En 1720, il possède trois roues. Ses meuniers payent une redevance spéciale au seigneur d'Olne. Toujours en activité comme moulin à farine au XIXe siècle, il devient successivement usine à foulon en 1810 et usine à canons en 1837.

#### Moulin de la Chinnehotte
Troisième moulin d’Olne, il est le moulin de sauvegarde de Fléron. En 1545, le meunier de Wégimont, qui se sert du moulin du ban de Soiron en cas de sécheresse, construit un nouveau moulin. Divisé en deux, le bâti arrière est transformé en marteau de forge (1675) et bientôt transformé en usines à canons. Quatre petites forges sont construites dans l’enfilade. En 1901, Aux-Usines deviennent une fabrique d’électricité jusqu’en 1927, date de leur revente forcées aux Électriciens de l’Est.

#### Moulin Grand’ry (1558-1746), moulin Horwar (1747-1772) et moulin Lochet (1772)
Second moulin banal de Soiron, toujours appelé Moulin Lochet, il est situé dans une enclave du ban de Soiron (duché de Limbourg), entre le ban d’Olne (comté de Dalhem, protestant) et Nessonvaux, (Principauté de Liège, catholique). Il est lui aussi, vers 1750, transformé en usine à canon. En 1441, une partie de Vaux-sous-Olne faisait partie de l'avouerie de Fléron. Il est enclavé dans une partie de Vaux-sous-Olne qui appartient à la principauté de Liège. C’est actuellement le Moulin du Ri de Vau, flanqué de ses petites forges : la cour André. C’est le seul à avoir conservé sa roue. La machinerie intérieure a été soigneusement conservée.

#### Moulin deSaint-Hadelin
Quatrième moulin d’Olne, déjà cité en 1600, il est situé sur la Magne, il dépendait de l'Abbaye de Stavelot.

#### Moulin de Martinmont
Situé sur la Magne à la limite d’Olne. Déjà cité en 1614, on l’a appelé le Moulin Pî-Pale (Pierre-Paul).

#### Moulin du comte d’Oultremont
En amont du Pont al Planche, le moulin d'Ayeneux, appelé le moulin du Fond de Gotte et le Moulin du comte d’Oultremont, ou moulin de Wégimont qui est le moulin du Château de Wégimont.